# Йонсен, Ван
Ван Йонсен (дат. Vagn Joensen; род. 1950) — датский и международный судья, магистр и преподаватель права, председатель Международного трибунала по Руанде (2012—2015).

## Биография
Ван Йонсен родился в 1950 году.
Учился на юридическом факультете Гарвардского университета, в 1973 году получил степень магистра права в Орхусском университете.
В 1982 году был назначен судьей Городского суда Копенгагена. Занимался преподаванием конституционного, уголовного и гражданского права на юридическом факультете Орхусского и Копенгагенского университетов.

###### Международный трибунал по Руанде
В мае 2007 стал судьей ad litem Международного трибунала по Руанде.
С августа 2011 по февраль 2012 был заместителем председателя трибунала. После чего, в феврале 2012 был избран его председателем. Он находился на данной должности вплоть до упразднения суда — 31 декабря 2015 года.

###### После
После упразднения МТР стал судьёй Международного остаточного механизма для уголовных трибуналов. 20 марта 2019 ужесточил приговор Радовану Караджичу до пожизненного заключения.
1 июля 2024 года был переизбран судьёй механизма до 30 июня 2026 года.